# Fascellina porphyreofusa
Fascellina porphyreofusa là một loài bướm đêm trong họ Geometridae.